# Nộm hoa chuối

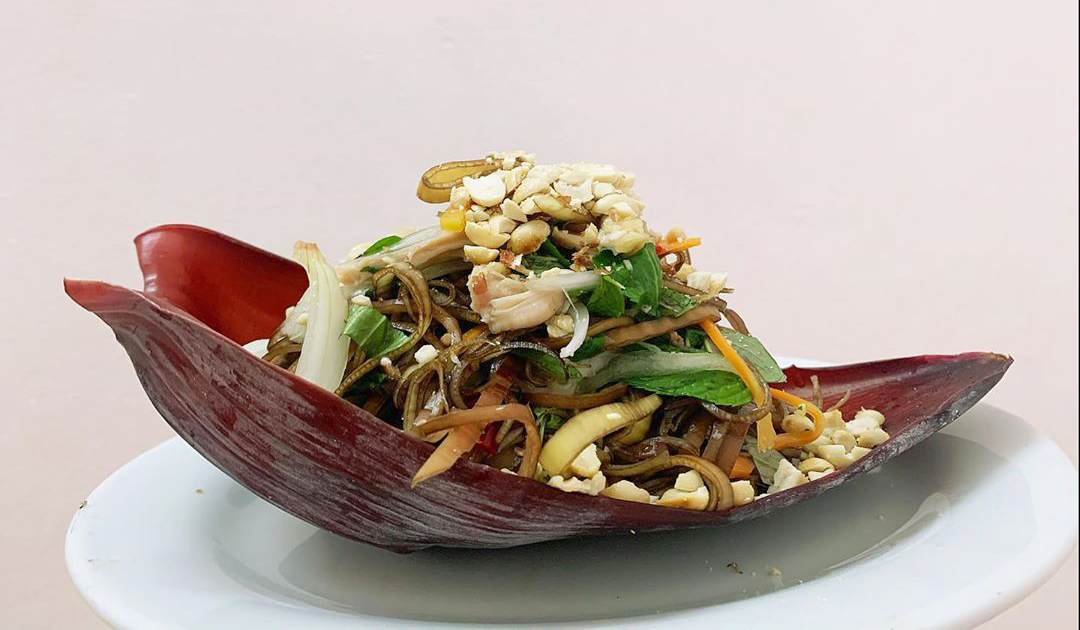
Nộm hoa chuối tại một nhà hàng ở Hà Nội

Nộm hoa chuối hay gỏi bắp chuối là một món ăn của người Việt Nam. Món ăn này được gọi là nộm hoa chuối ở miền Bắc Việt Nam, còn tại miền Nam được gọi là gỏi bắp chuối.

## Thành phần và chế biến
Thành phần chính là hoa chuối, có thể dùng hoa chuối tây, chuối hột hoặc chuối lá. Hoa chuối được bổ đôi theo chiều dọc, bỏ vỏ già bên ngoài và ruột chuối non. Sau đó chúng được để trên gác bếp một ngày, để cho nó chảy hết nhựa chát. Hoa chuối được thái mỏng ngâm nước có nặn chanh tươi hoặc nước khế chua. Điều này có tác dụng giảm độ chát và món không bị thâm đen. Sau đó rửa sạch và vắt ráo.
Ở miền Bắc, món được bổ sung tôm khô, thịt ba chỉ, giá đỗ; tôm khô được luộc, lột vỏ và xé nhỏ; thịt ba chỉ luộc chín và thái dạng sợi; giá đỗ chần sơ qua nước sôi; thêm khế chua, hạt xẻn, lạc, rau thơm và thêm gia vị như đường, muối, ớt. Ở miền Nam, các thành phần được thêm có thể dùng thịt gà xé phay, da heo luộc mềm xắt nhỏ, tép luộc, hành tây, rau răm; các gia vị là hỗn hợp bao gồm nước mắm pha đường, giấm, tỏi, ớt; chúng được rưới lên.
Món ăn có thể bổ sung thêm các thành phần khác cùng nhiều loại gia vị hơn theo phong cách mỗi địa phương hay sở thích người ăn, tất cả thành phần được trộn đều. Món ăn này mang hương vị hòa hợp giữa 4 vị "mặn, ngọt, chua, cay". Nộm hoa chuối thiên về vị ngọt thì thêm đường, thiên về vị chua thì thêm giấm hoặc chanh, thiên về vị cay thì thêm ớt. Thiên về mặn thì có thể thêm nước mắm. Muốn món có vị bùi thì thêm lạc rang hoặc vừng.

### Sách
- Đỗ Thị Tất (2013). Văn hóa dân gian người La Hủ. Nhà xuất bản Văn hóa – Thông tin.
- Hoàng Thị Hạnh (2010). Văn hóa ẩm thực người Thái đen Mường Lò. Nhà xuất bản Văn hóa dân tộc.
- Huỳnh Thị Dung (2001). Từ điển văn hóa ẩm thực Việt Nam. Nhà xuất bản Văn hóa – Thông tin.
- Nguyễn Dzoãn Cẩm Vân (2001). Lang thang từ Bắc sang Đông. Nhà xuất bản Phụ nữ.
- Nguyễn Như Ý (1999). Đại từ điển tiếng Việt. Nhà xuất bản Văn hóa – Thông tin.
- Phan Văn Hoàn (2006). Bước đầu tìm hiểu văn hóa ẩm thực Việt Nam. Nhà xuất bản Khoa học xa̋ hội.
- Vương Xuân Tình (2004). Tập quán ăn uống của người Việt vùng Kinh Bắc. Nhà xuất bản Khoa học xa̋ hội.

### Tạp chí
- Nhiều tác giả (2000). “Hương vị quê nhà: văn hóa ẩm thực Việt Nam: tuyển tập đặc biệt từ đặc san Xuân SGTT 1996, 1997, 1998, 1999 & 2000”. Sài Gòn tiếp thị. Chú thích journal cần |journal= (trợ giúp)